# Elizabeth Percyová, hraběnka z Northumberlandu
Elizabeth Percyová, hraběnka z Northumberlandu (rozená Wriothesleyová; 1646 – 19. září 1690) byla britskou dvořankou a jednou z Windsor Beauties od Petera Lelyho.

## Původ
Elizabeth se narodila jako dcera Thomase Wriothesleyho, 4. hraběte ze Southamptonu a jeho manželky Lady Elizabeth Leighové, dcery Francise Leigha, 1. hraběte z Chichesteru.

## Manželství a potomci
Elizabeth se poprvé provdala 23. prosince 1662 za Joscelina Percyho, 11. hraběte z Northumberlandu. S manželem odcestovala do Itálie, kde onemocněl a v roce 1670 zemřel. Měla s ním dvě děti
- Elizabeth Seymourová, vévodkyně ze Somersetu (1667–1722)
- Henry Percy, Lord Percy (1668–1669)

Podruhé se Elizabeth provdala 24. srpna 1673 za Ralpha Montagu, 1. vévodu z Montagu, s nímž měla dvě děti:
- John Montagu, 2. vévoda z Montagu (1690–1746)
- Anna Montagu, manželka Alexandra Pophama

## Windsor Beauty
Elizabeth byla významnou patronkou umělce Petera Lelyho, který ji několikrát maloval. Mezi její portréty patří Windsor Beauties v Hampton Court Palace.